# تورنگوش
تورنگوش (به صربی: Tornjoš) یک منطقهٔ مسکونی در صربستان است که در ناحیه بانات شمالی واقع شده‌است. تورنگوش ۱٬۷۶۶ نفر جمعیت دارد و ۱۱۴ متر بالاتر از سطح دریا واقع شده‌است.